# Comuna Căpâlnița, Harghita
Căpâlnița (în maghiară: Kápolnásfalu) este o comună în județul Harghita, Transilvania, România, formată numai din satul de reședință cu același nume.

## Demografie
Componența etnică a comunei Căpâlnița
     Maghiari (94,01%)
     Romi (2,21%)
     Alte etnii (3,78%)
Componența confesională a comunei Căpâlnița
     Romano-catolici (93,52%)
     Reformați (1,08%)
     Alte religii (1,92%)
     Necunoscută (3,49%)
Conform recensământului efectuat în 2021, populația comunei Căpâlnița se ridică la 2.036 de locuitori, în creștere față de recensământul anterior din 2011, când fuseseră înregistrați 2.026 de locuitori. Majoritatea locuitorilor sunt maghiari (94,01%), cu o minoritate de romi (2,21%). Din punct de vedere confesional, majoritatea locuitorilor sunt romano-catolici (93,52%), cu o minoritate de reformați (1,08%), iar pentru 3,49% nu se cunoaște apartenența confesională.

## Politică și administrație
Comuna Căpâlnița este administrată de un primar și un consiliu local compus din 11 consilieri. Primarul, László Benedek[*], de la Forța Civică Maghiară[*], este în funcție din 2008. Începând cu alegerile locale din 2024, consiliul local are următoarea componență pe partide politice:
|  | Partid                                     | Consilieri | Componența Consiliului | Componența Consiliului | Componența Consiliului | Componența Consiliului | Componența Consiliului |
|  | ------------------------------------------ | ---------- | ---------------------- | ---------------------- | ---------------------- | ---------------------- | ---------------------- |
|  | Uniunea Democrată Maghiară din România     | 5          |                        |                        |                        |                        |                        |
|  | Forța Civică Maghiară - Magyar Polgári Erő | 5          |                        |                        |                        |                        |                        |
|  | Péter Ferenc                               | 1          |                        |                        |                        |                        |                        |